# Communauté de communes des Portes de l'Île-de-France
La communauté de communes des Portes de l’Île-de-France (CCPIF) est une communauté de communes française, située dans le département des Yvelines et la région Île-de-France.

## Histoire
Créée par un arrêté préfectoral du 20 décembre 1993,, la Communauté de communes des Portes de l’Île-de-France comptait à l'origine trois communes membres (Bennecourt, Bonnières-sur-Seine et Freneuse).
À ce regroupement viennent s'ajouter :
- Limetz-Villez en 2002 ;
- Gommecourt et Moisson en 2004 ;
- Blaru et Jeufosse en 2006 ;
- Port-Villez en 2013.

Puis la communauté de communes du plateau de Lommoye la rejoint.
La commune nouvelle de Notre-Dame-de-la-Mer a été créée à la demande des conseils municipaux de Jeufosse et Port-Villez par un arrêté préfectoral du 27 septembre 2018,.

## Territoire communautaire

### Composition
La communauté de communes est composée des 18 communes suivantes :

| Nom                      | Code Insee | Gentilé       | Superficie (km2) | Population (dernière pop. légale) | Densité (hab./km2) |
| ------------------------ | ---------- | ------------- | ---------------- | --------------------------------- | ------------------ |
| Freneuse (siège)         | 78255      | Freneusiens   | 10,32            | 4 299 (2022)                      | 417                |
| Bennecourt               | 78057      | Bennecourtois | 6,95             | 1 792 (2022)                      | 258                |
| Blaru                    | 78068      | Blarusiens    | 14,84            | 886 (2022)                        | 60                 |
| Boissy-Mauvoisin         | 78082      | Boisséens     | 5,11             | 638 (2022)                        | 125                |
| Bonnières-sur-Seine      | 78089      | Bonniérois    | 7,66             | 5 077 (2022)                      | 663                |
| Bréval                   | 78107      | Brévalois     | 11,38            | 2 031 (2022)                      | 178                |
| Chaufour-lès-Bonnières   | 78147      | Chaufouriens  | 3,02             | 454 (2022)                        | 150                |
| Cravent                  | 78188      | Craventais    | 6,13             | 436 (2022)                        | 71                 |
| Gommecourt               | 78276      | Gommecourtois | 5,67             | 621 (2022)                        | 110                |
| Limetz-Villez            | 78337      | Carcaïens     | 9,35             | 2 067 (2022)                      | 221                |
| Lommoye                  | 78344      | Lommoyens     | 9,38             | 643 (2022)                        | 69                 |
| Ménerville               | 78385      |               | 3,51             | 218 (2022)                        | 62                 |
| Moisson                  | 78410      | Moissonnais   | 9,7              | 913 (2022)                        | 94                 |
| Neauphlette              | 78444      | Neauphlettois | 9,72             | 872 (2022)                        | 90                 |
| Notre-Dame-de-la-Mer     | 78320      |               | 8,92             | 734 (2022)                        | 82                 |
| Saint-Illiers-la-Ville   | 78558      | Islériens     | 6,48             | 356 (2022)                        | 55                 |
| Saint-Illiers-le-Bois    | 78559      | Ilslériens    | 4,39             | 448 (2022)                        | 102                |
| La Villeneuve-en-Chevrie | 78668      |               | 11,79            | 662 (2022)                        | 56                 |

### Démographie
| 1968   | 1975   | 1982   | 1990   | 1999   | 2010   | 2015   | 2021   |
| ------ | ------ | ------ | ------ | ------ | ------ | ------ | ------ |
| 10 862 | 13 539 | 14 767 | 17 259 | 19 480 | 21 677 | 22 494 | 22 945 |

## Administration

### Siège
Le siège de la communauté de communes est à Freneuse, ZA du Clos Prieur, rue Solange Boutel.

### Tendances politiques
| Commune                  | Maire               | Étiquette | Étiquette |
| ------------------------ | ------------------- | --------- | --------- |
| Bennecourt               | Didier Dumont       |           | DVG       |
| Blaru                    | Joëlle Rollin       |           | PS        |
| Boissy-Mauvoisin         | Alain Gagne         |           | SE        |
| Bonnières-sur-Seine      | Jean-Marc Pommier   |           | DVG       |
| Bréval                   | Thierry Navello     |           | SE        |
| Chaufour-lès-Bonnières   | Patrice Préaux      |           | SE        |
| Cravent                  | Jacky Joubert       |           | SE        |
| Freneuse                 | Ghislaine Haueter   |           | SE        |
| Gommecourt               | Gérard Solaro       |           | SE        |
| La Villeneuve-en-Chevrie | Alain Pezzali       |           | DVD       |
| Limetz-Villez            | Michel Obry         |           | DVD       |
| Lommoye                  | Antoinette Saule    |           | DVD       |
| Ménerville               | Sylvain Thuret      |           | SE        |
| Moisson                  | Cécile Debon        |           | SE        |
| Neauphlette              | Jean-Luc Kokelka    |           | SE        |
| Notre-Dame-de-la-Mer     | Arlette Huan        |           | DVD       |
| Saint-Illiers-la-Ville   | Jean-Louis Fournier |           | DVD       |
| Saint-Illiers-le-Bois    | Christine Noël      |           | DVD       |

### Conseil communautaire
Les 36 conseillers titulaires sont ainsi répartis selon le droit commun comme suit : 
| Nombre de délégués | Communes                          |
| ------------------ | --------------------------------- |
| 7                  | Bonnières-sur-Seine, Freneuse     |
| 3                  | Bennecourt, Bréval, Limetz-Villez |
| 1                  | Les 13 autres communes            |

### Élus
La communauté de communes est administrée par son conseil communautaire constitué en 2020 de 36 conseillers communautaires, qui sont des conseillers municipaux représentant chacune des communes membres.
À la suite des élections municipales de 2020 dans les Yvelines, le conseil communautaire du 15 juillet 2020 a réélu son président, Alain Pezzali, maire de La Villeneuve-en-Chevrie, ainsi que ses 8 vice-présidents. À cette date, la liste des vice-présidents est la suivante :
|     | Attributions                          | Identité          | Qualité                       |
| --- | ------------------------------------- | ----------------- | ----------------------------- |
| 1er | Aménagement du territoire             | Jean-Marc Pommier | Maire de Bonnières-sur-Seine  |
| 2e  | Nouveaux travaux                      | Michel Obry       | Maire de Limetz-Villez        |
| 3e  | Sports                                | Thierry Navello   | Maire de Bréval               |
| 4e  | Environnement et transports           | Joëlle Rollin     | Maire de Blaru                |
| 5e  | Petite enfance et séniors             | Arlette Huan      | Maire de Notre-Dame-de-la-Mer |
| 6e  | Traitement des déchets                | Alain Gagne       | Maire de Boissy-Mauvoisin     |
| 7e  | Communication et tourisme             | Ghislaine Haueter | Maire de Freneuse             |
| 8e  | Gestion de l'immobilier communautaire | Jean-Luc Kokelka  | Maire de Neauphlette          |

Ensemble, ils forment le bureau communautaire pour la période 2020-2026.

### Liste des présidents
| Période        | Période        | Identité           | Étiquette       | Qualité                                                                                 |
| -------------- | -------------- | ------------------ | --------------- | --------------------------------------------------------------------------------------- |
| décembre 1993  | août 1995      | Colette Lamaison   |                 | Maire de Freneuse (1983 → 1995)                                                         |
| août 1995      | octobre 1996   | Roger Desmousseaux |                 | Adjoint au maire de Bonnières-sur-Seine (1995 → 2014)                                   |
| octobre 1996   | avril 2001     | Didier Dumont      | DVG             | Maire de Bennecourt (1983 → )                                                           |
| avril 2001     | février 2004   | Didier Jouy        | RPR puis UMP-LR | Maire de Freneuse (1995 → 2020) Conseiller général de Bonnières-sur-Seine (2001 → 2015) |
| février 2004   | septembre 2017 | Michel Obry        | DVD             | Maire de Limetz-Villez (1995 → ) Député suppléant (2012 → 2017)                         |
| septembre 2017 | En cours       | Alain Pezzali      | DVD             | Maire de La Villeneuve-en-Chevrie (1995 → )                                             |

### Compétences
- Compétences obligatoires : aménagement de l’espace (schéma directeur) et actions de développement économique (zones d’activités).
- Compétence optionnelle : protection et mise en valeur de l’environnement (déchèterie ; collecte et assainissement des eaux usées).

### Régime fiscal et budget
La communauté de communes est un établissement public de coopération intercommunale à fiscalité propre.
Afin de financer l'exercice de ses compétences, l'intercommunalité perçoit la fiscalité professionnelle unique (FPU) – qui a succédé à la taxe professionnelle unique (TPU) – et assure une péréquation de ressources entre les communes résidentielles et celles dotées de zones d'activité.